# 데이비드 포스티노
데이비드 포스티노(David Faustino, 1974년 3월 3일 ~ )는 미국의 배우, 성우이다.

## 출연 작품
- 나이트 비포 (2015)
- 잃어버린 왕국의 비밀 (2013)
- 낫 어더 B 무비 (2010)
- 퍼프, 퍼프, 패스 (2006)
- 퍽키드 (2006)
- High Hopes (2006)
- 프리저번 (2005)
- 커버 미 (2000)
- 사랑의 하모니 (1991)
- 이중 함정 (1983)
- 헐리웃 사랑 (1982)

### 텔레비전
- 업 클로즈 위드 캐리 키건 (2007)
- 못말리는 번디 가족 (1987)
- 원 온 원 (2001)